# اچ‌ام‌ای‌اس دوراوین

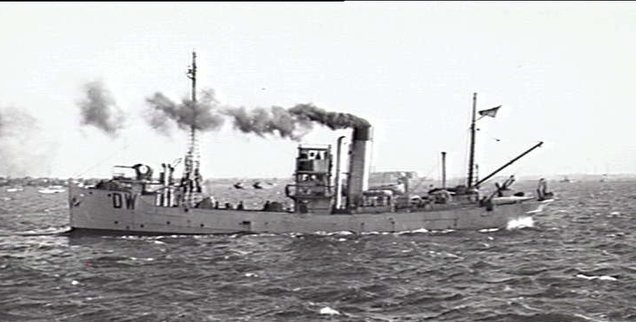
عکسی از کشتی اِچ اِم اِی اِس دوراوین در ۱۹۴۰

اچ‌ام‌ای‌اس دوراوین (به انگلیسی: HMAS Durraween) یک کشتی است که طول آن ۱۲۵٫۷ فوت (۳۸ متر) می‌باشد. این کشتی در سال ۱۹۱۹ ساخته شد.